# Giáo hoàng đối lập Christopher

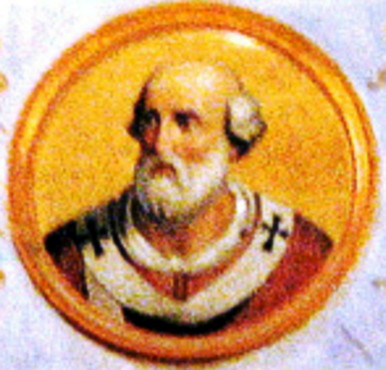
Hình ảnh của Giáo hoàng đối lập Christophero

Christopher đã được đưa lên làm giáo hoàng từ tháng 10 năm 903 đến tháng 1 năm 904. Mặc dù ông đã được liệt kê như một Giáo hoàng chính thức trong hầu hết các danh sách Giáo hoàng hiện đại cho đến đầu thế kỷ 20. Tuy nhiên những bằng chứng rõ ràng về cách thức ông đạt được ngôi Giáo hoàng là không hợp lệ đã dẫn đến việc tên ông bị gỡ bỏ khỏi danh sách chính thức của các Giáo hoàng, các Niên giám tòa thánh (Annuario pontificio). Như vậy ông được coi là một giáo hoàng đối lập của Giáo hội Công giáo.

## Cuộc sống và Triều đại
Người ta ít được biết về cuộc đời của Christopher; những thông tin thì thiếu tin cậy. Mặc dù vậy tổng hợp từ các nguồn chúng ta có được một tiểu sử ngắn gọn của ông. Người ta tin rằng ông là một người La Mã và cha của ông có tên là Lêô(Leo). Ông là một Hồng y linh mục với tước hiệu nhà thờ St. Damasus trước khi trở thành Giáo hoàng. Người tiền nhiệm của ông, Giáo hoàng Lêô V đã bị lật đổ và bị giam cầm, nhiều khả năng là vào tháng 10 năm 903. Vì người ta tin rằng Lêô V đã chết trong tù nên Christopher có thể đã được coi là Giáo hoàng sau cái chết của ông. Tuy nhiên, những tường thuật của Auxilius Napoli cho rằng Sergius III đã giết cả Lêô V và Christopher. Một tài liệu bằng tiếng Hy Lạp  xuất hiện vào thế kỷ XI đã nói rằng Christopher là vị Giáo hoàng đầu tiên cho rằng Chúa Thánh Thần phát xuất từ "Chúa Cha và Chúa Con". Tài liệu này cũng cho rằng Christopher làm đều này để bày tỏ sự đồng tình với Sergius, Giáo trưởng của Constantinopolis. Tuy nhiên vào thời điểm đó, Nicholas Mystikos là giáo trưởng của Constantinopolis khiến cho những thông tin trong tài liệu trên bị nghi ngờ.

## Bị phế truất
Christopher đã bị phế truất bởi Giáo hoàng Sergius III (904-911). Hermannus Contractuscho rằng Christopher đã buộc phải kết thúc nhiệm kỳ của mình như một thầy tu. Tuy nhiên nhà sử học Vulgarius lại cho rằng ông đã bị bóp cổ trong nhà tù
.

## Tính hợp pháp
Một số người cho rằng Christopher là một Giáo hoàng hợp pháp, bất kể một số bằng chứng cho rằng ông đã đạt được ngôi Giáo hoàng một cách bất hợp pháp. Tên của ông đã được ghi trong danh mục chính thức các Giáo hoàng cho đến đầu thế kỷ XX. Hình ảnh chân dung của ông nằm trong số hình ảnh chân dung của các Giáo hoàng tại Nhà thờ thánh Phaolô ngoại thành ở Rôma và trong số các bức bích họa vẽ các Giáo hoàng của thế kỷ 10 được vẽ vào thế kỷ 13 trên một bức tường của nhà thờ cổ xưa San Pier-in-Grado, bên ngoài Pisa. Hơn thế nữa, ông được xem là người đã công nhận Giáo hoàng kế vị mình. Như trong việc xác nhận đặc quyền của Abbey Corbie tại Pháp, Giáo hoàng Lêô IX đã đề cập đến việc được công nhận bởi Biển Đức và Christopher. Đặc quyền này chỉ là một trong những hành động của Christopher còn tồn tại. Tuy nhiên, ông đã không được coi là một Giáo hoàng hợp pháp kể từ nửa đầu thế kỷ XX và bị xóa tên khỏi danh sách các Giáo hoàng trong Niên giám Tòa thánh.